# Tao Geoghegan Hart
Tao Geoghegan Hart, född 30 mars 1995 i London, är en brittisk professionell landsvägscyklist.

## Karriär
Hart har cyklat professionellt sedan 2014. Bland hans meriter kan nämnas en totalseger i Giro d'Italia år 2020. Samma år tog han i samma etapplopp två etappvinster. År 2023 tog han hem totalsegern i Tour of the Alps.